# Le Démon des armes (film, 1992)
Pour le film de 1950, voir Le Démon des armes.
Pour plus de détails, voir Fiche technique et Distribution.
Le Démon des armes (Guncrazy) est un film américain réalisé par Tamra Davis, sorti en 1992.
Premier long-métrage réalisé par Davis, Le Démon des armes est écrit par Matthew Bright, qui s'inspire du film du même nom sorti en 1950 et met en vedette Drew Barrymore. Le film est projeté au Festival de Cannes le 14 mai 1992 et diffusé sur Showtime à partir de la fin de l'année, avant d'obtenir une sortie en salles limitée en janvier 1993. Bien accueilli par la critique, la prestation de Barrymore obtient des éloges, ce qui lui vaut une nomination au Golden Globe de la meilleure actrice dans une mini-série ou un téléfilm.

## Synopsis
Anita, une adolescente, assassine son beau-père, un homme sexuellement violent, après qu'il lui a appris à utiliser une arme à feu. Grâce à une mission de correspondance scolaire mal appliquée, elle rencontre un prisonnier, Howard, qu'elle ramène dans le monde des armes à feu. Elle épouse Howard et décide de lui montrer les restes de son beau-père. Howard l'aide à se débarrasser du corps. Après avoir disposé du cadavre, Howard commet plusieurs homicides, bien qu'il ait été provoqué à chaque fois.

## Fiche technique
- Titre français : Le Démon des armes
- Titre original : Guncrazy
- Réalisation : Tamra Davis
- Scénario : Matthew Bright
- Musique : Ed Tomney
- Direction artistique : Kevin Constant
- Décors : Abbie Lee Warren
- Costumes : Merrie Lawson
- Photographie : Lisa Rinzler (en)
- Son : Daniel D. Monahan
- Montage : Kevin Tent
- Production : Diane Firestone et Zane W. Levitt
- Co-production : Mark Yellen
- Production associée : Alison Stone
- Société de production : Zeta Entertainment
- Sociétés de distribution : First Look International (États-Unis), Delta Vidéo (France)
- Budget : 800 000 $[1]
- Pays de production :  États-Unis
- Langue originale : anglais
- Format : couleur — 35 mm — 1,85:1 — son Dolby
- Genre : drame
- Durée : 97 minutes
- Dates de sortie : 
  - Canada : 11 septembre 1992 (présentation au Festival International du Film de Toronto)
  - États-Unis : 17 octobre 1992 (diffusion TV sur Showtime), 20 janvier 1993 (sortie en salles limitée)
  - France : 1993[2] (directement en VHS)
- Classification : R (Restricted) aux États-Unis

## Distribution
- Drew Barrymore (VF : Rafaèle Moutier) : Anita Minteer
- Michael Ironside (VF : Jean-Luc Kayser) : Mr. Kincaid
- James LeGros (VF : Nicolas Marié) : Howard Hickok
- Billy Drago (VF : Jean-Pierre Leroux) : Hank Fulton
- Robert Greenberg : Mr. Sheets
- Rodney Harvey : Tom
- Jeremy Davies : Bill
- Dan Eisenstein : Chuck
- Joe Dallesandro : Rooney
- Ione Skye (VF : Michèle Buzynski) : Joy Kincaid
- James Oseland : Sally
- Lawrence Steven Meyers : Larry "Crazy Larry"
- Herb Weld : Clyde
- Lee Mary Weilnau : Susan
- Dick Warlock : Sheriff
- Michael Franco : Officer Frank
- Tracey Walter : Elton
- Roger Jackson : Joe
- Zane W. Levitt : Ed Hopper
- Damon Jones as Damian
- Harrison Young : Mr. Hickok
- Leo Lee : "Soda Pop", le proxénète
- Rowena Guinness : Ruby,  la prostituée
- Jaid Barrymore : la femme avec le chien
- Diamond The Dog : Schlitzy, le chien

 Source et légende : version française (VF) sur RS Doublage

## Sortie et accueil
Le film a été présenté au Festival de Cannes le 14 mai 1992,, mais n'a pas suscité beaucoup d'intérêt de la part des distributeurs au festival, et ses droits de distribution sont allés à Showtime et Academy Entertainment, qui avaient les offres les plus élevées, couvrant les frais de réalisation du film. En septembre 1992, le film est projeté au Festival international du film de Toronto, où il est remarqué par le consultant cinématographique de Los Angeles, Ray Price. Price a demandé aux producteurs du film s'il pouvait organiser une sortie en salles, bien que le film soit classé comme un téléfilm et qu'il soit prévu de sortir en vidéo.
Le film a commencé à être diffusé sur Showtime en octobre 1992 puis a été rediffusé cinq fois au cours de cet automne. Price se souvient : « Je me suis retrouvé à dire aux gens des cinéma: 'J'ai ce film qui est passé à la télévision et qui sort en vidéo. Aimeriez-vous le jouer ? ». Le film a été projeté à Los Le Landmark Nuart Theatre d'Angeles en janvier 1993 et a réussi à gagner 9 211 $ après cinq projections. Plus tard ce mois-là, le 27 janvier 1993, le film a été présenté pour la première fois à la salle du Forum du film de Manhattan pendant une période prévue de deux semaines. Lors de son deuxième week-end au Film Forum, les revenus du film ont diminué de 34% en raison de sa diffusion sur un seul écran au lieu de deux, cependant, le film a quand même gagné 10 302 $. Lors de son quatrième week-end au Film Forum, les revenus ont diminué de 30%, rapportant au film 5 191 $. Dans son sixième week-end au Film Forum, le film a gagné 3 971 $, en hausse de 19 % par rapport au week-end précédent.
En février 1993, le film était également projeté à Dallas, Cleveland et Seattle, après avoir reçu des critiques positives lors de projections à New York et Los Angeles. Academy Entertainment a sorti le film sur VHS le 24 février 1993, alors qu'il était encore projeté dans les salles. À cette époque, le film avait rapporté 125 000 $ grâce aux projections en salles. Le New York Times a noté qu'il était inhabituel que des films soient projetés dans les salles après avoir été diffusés à la télévision et diffusés en vidéo. En France, le long-métrage sort directement en VHS chez l'éditeur Delta Video.
Le film obtient un accueil critique favorable, avec 63% d'opinions positifs sur le site Rotten Tomatoes, sur la base de huit critiques collectées et une moyenne de 5,5⁄10 et un score moyen de 69⁄100 sur le site Metacritic, sur la base de quatorze critiques collectées.

## Distinctions
Sauf indication contraire, les informations mentionnées dans cette section peuvent être confirmées par la base de données cinématographiques IMDb,  présente dans la section « Liens externes ».

### Récompense
- 1993 : MystFest de la meilleure actrice pour Drew Barrymore

### Nominations
- 1993 : MystFest du meilleur film pour Tamra Davis
- 1993 : Golden Globe de la meilleure actrice dans une mini-série ou un téléfilm pour Drew Barrymore